# Chersonesia celebensis
Chersonesia celebensis är en fjärilsart som beskrevs av Rothschild 1892. Chersonesia celebensis ingår i släktet Chersonesia och familjen praktfjärilar. Inga underarter finns listade i Catalogue of Life.